# Lualaba
Il Lualaba è il corso iniziale del fiume Congo, che va dalle prossimità di Lubumbashi fino a Kisangani, dove, dopo le cascate Boyoma, inizia ufficialmente il Congo.
Il Lualaba fu inizialmente considerato come una possibile sorgente del Nilo, fino a quando l'esploratore Henry Morton Stanley lo percorse interamente, dimostrando che esso apparteneva al bacino dell'Oceano Atlantico.
Gli affluenti più importanti del Lualaba sono:
- Lowa
- Ulindi
- Luama
- Lukuga
- Lufira
- Lubudi
- Luvua